# Meliosma obtusifolia
Meliosma obtusifolia är en tvåhjärtbladig växtart som först beskrevs av Domingo Bello y Espinosa, och fick sitt nu gällande namn av Carl Karl Wilhelm Leopold Krug, Amp; Urban och Urban. Meliosma obtusifolia ingår i släktet Meliosma och familjen Sabiaceae. Inga underarter finns listade.